# Ludwig von Eberstein (Bischof)
Graf Ludwig II. von Eberstein (geboren 1441, gestorben 1502) war ein deutscher römisch-katholischer Geistlicher. Er regierte von 1469 bis 1480 als gewählter Bischof (Postulat) das Bistum Cammin, doch wurde seine Wahl vom Papst nicht anerkannt. 

## Leben
Ludwig von Eberstein entstammte dem Haus der Grafen von Eberstein-Naugard, die Vasallen der Bischöfe von Cammin waren. Er war ein Sohn von Otto V. und der Agathe von der Marwitz. 
Nach dem Tod des Camminer Bischofs Henning Iven wählte das Camminer Domkapitel Ludwig von Eberstein zum neuen Bischof. Die Hintergründe der Wahl sind nicht klar. Mitglied des Camminer Domkapitels war Ludwig von Eberstein nicht. Auch die erforderlichen geistlichen Weihen hatte er noch nicht, so dass er 1469 zunächst nur die weltliche Leitung des Bistums übernehmen konnte. Die geistliche Leitung des Bistums übernahm er erst 1473. Er hatte für seine Wahl die Zustimmung der pommerschen Herzöge und fand auch die Anerkennung durch die beiden mächtigsten Städte des Stiftsgebietes, Kolberg und Köslin. Die erforderliche Zustimmung des Papstes suchte Ludwig von Eberstein zunächst nicht, da diese viel Geld gekostet hätte, in der bischöflichen Kasse aber starker Geldmangel herrschte. 
Im Jahre 1471 ordnete zwar Papst Sixtus IV. die Versetzung des Bischofs des Ermlands, Nikolaus von Tüngen, nach Cammin an. Doch weigerte Nikolaus von Tüngen sich und konnte letztlich auch in seinem Amt im Ermland bleiben. 
Langwierige Schwierigkeiten begannen, als 1473 ein päpstlicher Legat namens Antonius Bonumbra, Bischof von Aktium, auf seiner Rückreise aus Russland im Bistum auftauchte. Dieser wandte sich gegen Ludwig von Eberstein und nahm selbst bischöfliche Handlungen im Bistum Cammin vor. Es bildete sich eine Partei gegen Ludwig von Eberstein, in der Wilkinus Thomas, Propst von Soldin, und Nikolaus Bruckmann, Vizedominus und Propst des Kolberger Domkapitels, prominent waren. Beide Seiten waren am Papsthof in Rom aktiv: Nikolaus Bruckmann arbeitete in Rom gegen Ludwig von Eberstein, der Propst des Camminer Domkapitels, Henning Cossebade, arbeitete in Rom für Ludwig von Eberstein. 
Letztlich konnte sich in den Streitigkeiten keine Seite durchsetzen. Im Jahre 1479 ernannte Papst Sixtus IV. vielmehr den aus Italien stammenden Marinus de Fregeno zum Bischof von Cammin. Dieser nahm am 7. Mai 1480 sein Bistum in Besitz. 
Im September 1480 einigte sich Ludwig von Eberstein mit Bischof Marinus. Danach sollte Ludwig von Eberstein das Schloss in Gülzow behalten und dem Bischof treu dienen. Dennoch kam es noch zu weiteren Streitigkeiten, da Ludwig von Eberstein die bischöfliche Burg in Körlin besetzt hielt, bis diese schließlich auf Befehl von Bischof Marinus durch Kolberger und Kösliner Bürger eingenommen wurde. Die Streitigkeiten wurden endgültig durch Vermittlung des pommerschen Herzogs Bogislaw X. beigelegt. 
Nach 1480 verließ Ludwig von Eberstein den geistlichen Stand und heiratete Walpurgis von Hohenstein. Aus der Ehe gingen vier Kinder hervor, darunter Wolfgang von Eberstein (1483–1534), der Domprobst in Cammin wurde. Seine Tochter Agathe († 1535) war mit dem Landvogt von Rügen Woldemar von Putbus († nach 1521) vermählt. Eine weitere Tochter, Hippolyta, wurde Stiftsdame im Kloster Wollin, während der Sohn Georg (1481–1553), welcher 1523 Land und Stadt Massow zum Lehen erhielt, den Stamm der Grafen von Eberstein-Naugard fortsetzte.